# Engelbert Humperdinck (kompozytor)

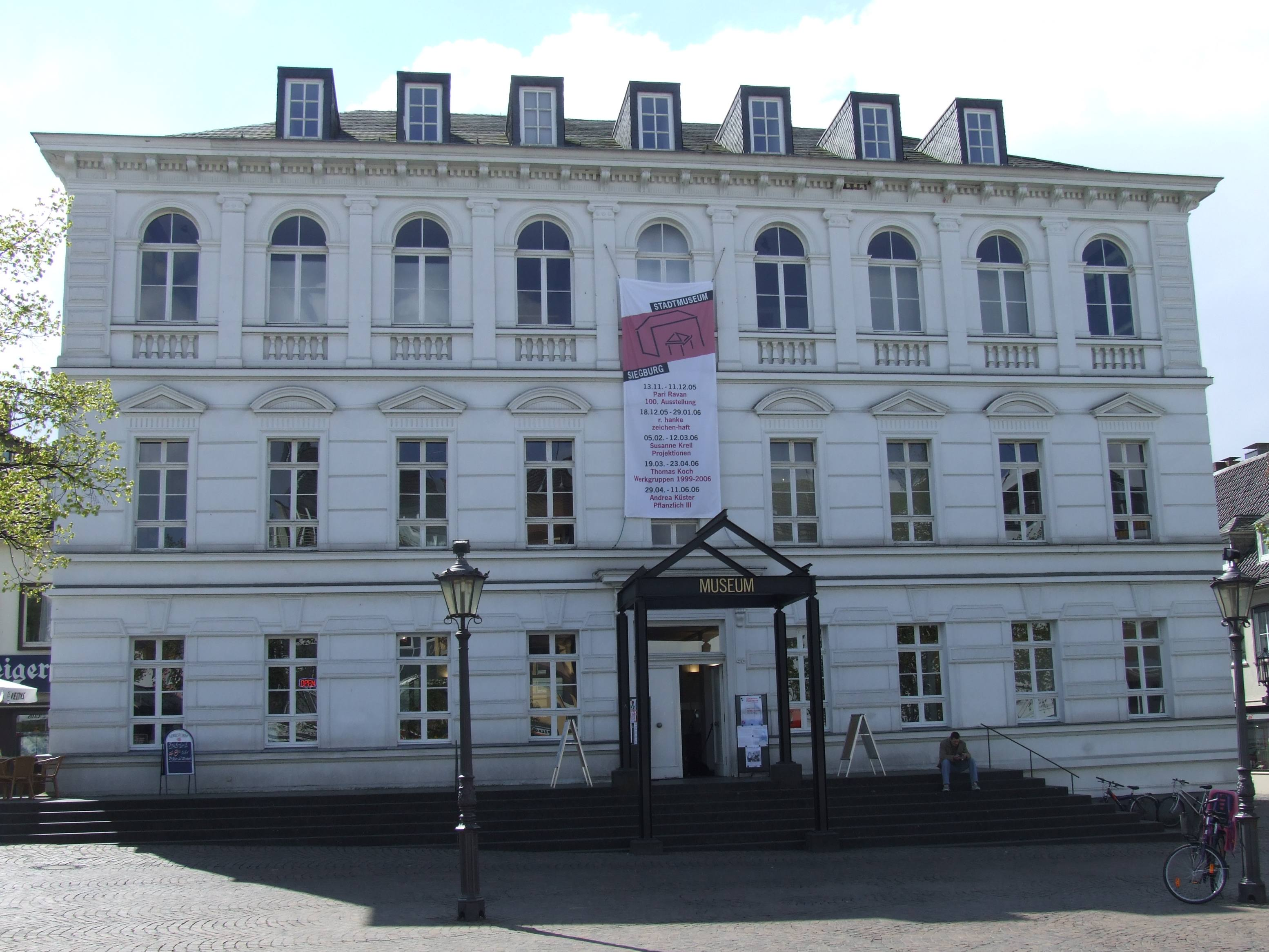
Miejsce urodzenia Humperdincka

Engelbert Humperdinck (ur. 1 września 1854 w Siegburgu, zm. 27 września 1921 w Neustrelitz) – niemiecki kompozytor. Znany głównie jako twórca opery Jaś i Małgosia (Hänsel und Gretel).

## Życiorys
Engelbert Humperdinck w 1872 wstąpił do konserwatorium w Kolonii. W 1876 zdobył stypendium, które pozwoliło mu osiedlić się w Monachium i podjąć studia. Richard Wagner zaprosił go do Bayreuth i w latach 1880–1881 Humperdinck asystował mu przy tworzeniu Parsifala. Spędził dwa lata jako profesor w Barcelonie. Do Kolonii wrócił w 1887. Został profesorem konserwatorium we Frankfurcie nad Menem. W 1890 został profesorem harmonii w szkole śpiewu.
Z siedmiu oper skomponowanych przez Humperdincka znana jest szczególnie napisana w Weimarze w 1893 opera Jaś i Małgosia. Do tej pory jest wykonywana z okazji Świąt Bożego Narodzenia.
Humperdinck pozostawał pod dużym wpływem Wagnera, z którym współpracował i któremu asystował.

## Główne dzieła
- Jaś i Małgosia (Hänsel und Gretel) (1893)
- Die sieben Geißlen (1895)
- Die Dornröschen (1902)
- Die Heirat wider Willen (1905)
- Königskinder (1897), (1910)
- Die Marketenderin (1914)
- Gaudeamus (1919)